# Wydział Fizyki i Informatyki Stosowanej Uniwersytetu Łódzkiego
Wydział Fizyki i Informatyki Stosowanej Uniwersytetu Łódzkiego – wydział Uniwersytetu Łódzkiego prowadzący studia na kierunkach: fizyka i informatyka.

## Opis wydziału
Jeden z dwunastu wydziałów Uniwersytetu Łódzkiego. Został utworzony w 2007 w wyniku podziału Wydziału Fizyki i Chemii UŁ. Siedziba WFiIS znajduje się w Łodzi przy ul. Pomorskiej nr 149/153. W ocenie parametrycznej Ministerstwa Nauki i Szkolnictwa Wyższego wydział otrzymał kategorię A.

## Kierunki kształcenia
Dostępne kierunki:

### Studia stacjonarne
- Fizyka (studia I i II stopnia)
- Informatyka (studia I i II stopnia)

### Studia niestacjonarne
- Informatyka (studia I i II stopnia)

### Studia podyplomowe
- Akademia technologii sieciowych CISCO[2]

## Władze Wydziału
W kadencji 2024–2028:
| Stanowisko                                         | Imię i nazwisko          |
| -------------------------------------------------- | ------------------------ |
| Dziekan                                            | dr hab. Tomasz Gwizdałła |
| Prodziekan ds. nauki i współpracy z zagranicą      | dr hab. Paweł Caban      |
| Prodziekan ds. dydaktycznych i jakości kształcenia | dr hab. Joanna Gonera    |
| Prodziekan ds. ogólnych i finansowych              | dr hab. Maciej Rogala    |

## Struktura organizacyjna

### Katedry
| Stanowisko                                            | Imię i nazwisko                  |
| ----------------------------------------------------- | -------------------------------- |
| Katedra Astrofizyki                                   | dr hab. Dorota Sobczyńska        |
| Katedra Fizyki Ciała Stałego                          | dr hab. Paweł Kowalczyk          |
| Katedra Fizyki Jądrowej i Bezpieczeństwa Radiacyjnego | dr hab. Jarosław Perkowski       |
| Katedra Fizyki Teoretycznej                           | prof. dr hab. Jakub Rembieliński |
| Katedra Informatyki                                   | prof. dr hab. Paweł Maślanka     |
| Katedra Systemów Inteligentnych                       | dr hab. Tomasz Gwizdałła         |

### Pozostałe jednostki
| Jednostka                       | Kierownik                 |
| ------------------------------- | ------------------------- |
| Zespół Pracowni Fizycznych      | dr hab. Adam Busiakiewicz |
| Zespół Pracowni Informatycznych | dr Krzysztof Pytel        |

## Podwójny dyplom
Studenci stacjonarnych studiów inżynierskich kierunku informatyka mają możliwość otrzymania dyplomów dwóch uczelni: Uniwersytetu Łódzkiego i Centria University of Applied Sciences w Kokkola (Finlandia).

## Akredytacje
Wydział posiada akredytacje na fizyce i informatyce oraz akredytację instytucjonalną Polskiej Komisji Akredytacyjnej.

## Współpraca z firmami
Przy wydziale działa Rada Biznesu w której skład wchodzą przedstawiciele firm: Accenture, Atos Polska S.A. (poprzednio AMG.net), CADexpert, Comarch, Ericpol, GFT Poland, LSI Software, MakoLab S.A., Mobica, Technitel, Transition Technologies.